# KH2002 "Khaybar"
KH2002 カイバーは、イランのブルパップ方式のアサルトライフルである。名前の由来は、629年にムハンマド率いるムスリム勢力とユダヤ教徒勢力が戦った、マディーナ北部のオアシスであるカイバーから採られた。

## 開発
防衛産業機構（DIO）で開発された。2003年にイラン陸軍に採用され、2004年にイラン陸軍への配備が始まった。

## 設計
使用弾薬は5.56x45mm NATO弾で、M16のSTANAG マガジンに酷似した弾倉を使用する。イラン陸軍は、中国の中国北方工業公司がM16をコピーしたCQシリーズを入手しており、使用弾薬を含め、KH2002の設計にもこれらの構造が流用されたと考えられる。
全体の設計はブルパップ式で、キャリングハンドルはフランス陸軍が保有するFA-MASに、引き金周辺はステアーAUGに酷似している。画像リンクの画像では銃剣と共に展示されており、着剣が可能である。ただし、全長の短いブルパップ式ライフルのため、白兵戦では不利である。また、二脚を装着することが可能。

## 運用
イラン陸軍に採用され、パフラヴィー朝から運用されていたH&K G3やイラン革命後に導入されたAK系ライフルを代替することを期待されたが、依然としてG3やAKは主流であり続けIRGCのエリート部隊も本銃ではなくAK-103を愛用している。他国からの本銃への関心はなくなり、本銃のプログラムは2012年に中止されたと言われている。
また、シリア軍の兵器試験では本銃10丁のうち8丁に故障が生じ、同時に試験されていたAK-74が兵器試験の勝者となりシリア軍への採用もAK-74に負ける形で幕を閉じた。